# Madelynn Bernau
Madelynn Ann Bernau (Racine (Wisconsin), 6 de enero de 1998) es una deportista estadounidense que compite en tiro, en la modalidad de tiro al plato. Participó en los Juegos Olímpicos de Tokio 2020, obteniendo una medalla de bronce en la prueba de foso mixto (junto con Brian Burrows).

## Palmarés internacional
| Juegos Olímpicos | Juegos Olímpicos | Juegos Olímpicos  | Juegos Olímpicos |
| Año              | Lugar            | Medalla           | Prueba           |
| ---------------- | ---------------- | ----------------- | ---------------- |
| 2020             | Tokio (Japón)    | Medalla de bronce | Foso mixto       |